# 鞑靼布纳雷起义
鞑靼布纳雷起义 (羅馬尼亞語：Răscoala de la Tatarbunar)是一场于1924年9月15日至18日在鞑靼布纳雷发动的，受到布尔什维克鼓动和苏联支持的农民起义。这场起义由由亲苏的革命委员会领导，呼吁建立“摩尔达维亚苏维埃共和国”并结束“罗马尼亚占领”。
起义是由德涅斯特河地区的共产党人煽动和领导的，他们反对建立“大罗马尼亚”，并将摩尔多瓦人视为一个独特的民族 (不久,摩尔达维亚苏维埃社会主义自治共和国作为乌克兰苏维埃社会主义共和国的自治共和国成立)。鞑靼布纳雷起义以及霍京和宾杰里的起义发生在那些因沙皇俄国对比萨拉比亚实行殖民政策而导致人口发生重大变化的地区，大量乌克兰人、俄罗斯人等民族被迁移至这些地区。美国教授和摩尔多瓦事务的专家查尔斯·金将这场起义以及其他在罗马尼亚治下的比萨拉比亚爆发的起义称为现代的“扎克雷起义”。

## 背景

### 苏联-罗马尼亚关系
一战后罗马尼亚王国和苏维埃俄国的关系非常紧张。1918年以来，两国在哥本哈根、华沙、热那亚等地举行了多次双边会议，但未能达成共识。苏俄将比萨拉比亚视为一个附属省份，并认为罗马尼亚占领军强行吞并比萨拉比亚。此外，两国历史学家对1918年与苏维埃拉姆切罗德签订的条约进行了激烈辩论，该条约要求罗马尼亚军队从比萨拉比亚撤军，但两国均未遵守该条约。尽管唯一有争议的决定是统一法案，但斯法图尔·萨里的合法性也受到质疑。
1923年12月，第六次巴尔干共产主义联邦会议通过了一项决议，谴责所谓的“罗马尼亚的扩张主义本质”。罗马尼亚政府被指责在1918年利用俄罗斯的弱点，吞并了“政治、经济和文化水平较高的其他国家的大部分地区”。它还说，正因为如此，“比萨拉比亚、布科维纳、多布罗加和特兰西瓦尼亚的民族进行了争取自决的斗争”。会议通过的文件提到，第一次世界大战后巴尔干地区资产阶级国家的内部政策遭到失败，为了解决这个问题，他们提出了“民族自决的权力”。
1924年3月27日至4月2日期间，为了缓和苏联与罗马尼亚的关系，两国在维也纳举行了谈判。罗马尼亚不承认新成立的苏联，两国之间没有外交关系。罗马尼亚代表团由康斯坦丁·兰加·拉斯卡努率领，苏联代表团由尼古拉·克列斯京斯基率领。苏联代表团立即提出了比萨拉比亚问题，外交官马克西姆·李维诺夫提出了在比萨拉比亚举行公民投票的计划。罗马尼亚政府拒绝了这一计划，将其视为苏联的公关活动。兰加·拉斯卡努援引列昂·托洛茨基声称，在整个苏联，从未有过任何形式的公民投票。罗马尼亚代表团还坚称，比萨拉比亚的“杰出人物”是罗马尼亚人，居民“一再采取自决行动，使公民投票提议成为徒劳且令人反感的请求”。1924年4月2日，罗马尼亚代表团拒绝了苏联的提议，并停止与苏联的谈判。

### 苏联准备
苏联政府在1924年的评估认为，对罗马尼亚采取重大行动的所有条件都已满足，苏联军队的干预是合理的。类似的行动在从波罗的海到黑海的其他国家也已经准备完毕。1924年7月20日，共产国际执行委员会向波兰、立陶宛、爱沙尼亚、罗马尼亚、捷克斯洛伐克和南斯拉夫的共产党中央委员会发出照会，其中指出“俄罗斯无产阶级受到来自罗马尼亚的战争威胁”。在此基础上，几周后的8月8日，在巴尔干共产主义联盟书记瓦西里·科拉罗夫的主持下，起草了对罗马尼亚采取军事行动的一项计划，并将在9月中旬予以实施。共产国际批准了该计划，将罗马尼亚划分为五个行动区:
- 北区 – 代表布科维纳,其行动中心位于卡缅卡（罗马尼亚语：Camenca）。这支部队的主要目标是摧毁连接切尔诺夫策和帕什卡尼的铁路桥，从而将布科维纳与该国其他地区隔离，并继续前往雅西，在那里与来自比萨拉比亚的其他革命者联系起来。
- 比萨拉比亚 – 主要行动区在南部，它将在一支苏联分遣队的帮助下向加拉茨挺进，该支队将越过奥兰内什蒂-普里莫尔西克–图兹拉。这一地区被设置为主要行动区，为此准备了几个弹药库。
- 东南区 – 包括多布罗加，主要中心位于克勒拉希-锡利斯特拉-默讷斯蒂雷亚乡。这区的计划是摧毁费泰什蒂附近连接该省与罗马尼亚的桥梁。苏联陆军将提供帮助。
- 巴纳特和胡内多阿拉县 – 在这里，主要的行动得到了匈牙利民族统一主义者的支持。这区的中心是卢戈日、锡梅里亚和卡兰塞贝什。
- 马拉穆列什、克里萨纳和特兰西瓦尼亚 – 只计划了工人和农民的公开示威。中心被指定在克卢日、代日和奥拉迪亚。

苏联表示不会直接参与筹备工作，唯一的帮助来自其他共产党员。在准备过程中，武器、弹药和爆炸物主要在夜间用船只走私穿过苏联和罗马尼亚边境。这些计划依赖于对罗马尼亚政府农业政策，特别是1921年罗马尼亚土地改革感到憎恨的农民的支持。1924年夏季的干旱导致比萨拉比亚南部发生饥荒，这进一步加剧了农民的处境。
共产国际任命吉萨·莫斯库、马克斯·戈德斯坦和卡利法尔斯基（俄罗斯族、共产国际活动家）为主要领导人。安德烈·克柳什尼科夫，也被称为涅宁，负责协调行动，比萨拉比亚的军事指挥官是奥西普·波利亚科夫，他被称为普拉托夫。
计划在北部地区采取的行动的目的是激发加利西亚的其他起义。第一、第四、第五区将在第二、第三区起义一周后开始行动。尽管计划很复杂，但除了鞑靼布纳雷和多瑙河港口城市基利亚（罗马尼亚语：Chilia Nouă）外，没有发生任何重大事件，起义很快被镇压。

### 当地准备
在南比萨拉比亚，一个苏维埃党委于1922年5月成立，领导人是两名共产国际特工——安德烈·克柳什尼科夫（涅宁）和尼古拉·希什曼（阿法纳西耶夫）与三名当地人 - 伊万·贝贾诺维奇（科洛佐夫或普加乔夫）、伊万·多布罗沃尔斯基（格罗莫夫）和尤斯汀·巴蒂斯切夫（阿尔马佐夫）。该委员会不隶属于罗马尼亚共产党，而是受到苏联的直接控制。比萨拉比亚的所有共产主义组织都得到了苏联的财政和物质支持，并通过敖德萨的特别中心受到苏联的直接控制。据称，根据敖德萨情报中心的指示，该组织的成员在比萨拉比亚南部的三个县组织了革命委员会 - 卡胡尔县、伊斯梅尔和切塔泰亚-阿尔伯县。卡胡尔和伊兹梅尔的25个村庄和城市受到这些行动的影响，这些村庄的居民主要是俄罗斯人和乌克兰人。在每个地点，委员会都组建了一支特别军事分队，由至少20至30人以及一名指挥官组成。委员会之间的沟通由信使维持。
在维也纳会议之前和期间，一大批苏联特工渗透到南比萨拉比亚，并与地方委员会的特工一起进行有利于公民投票的宣传。苏联运来的武器主要存放在伊万·罗博塔在斯特鲁莫克的家和涅鲁沙伊，总共有3,000枚手榴弹、1,000支枪、7挺机枪、500把剑、2门大炮和一门迫击炮，都是俄罗斯制造。
安德烈·克柳什尼科夫开始组织当地的委员会。他在家里写了一份报告，要求提供 100 把剑、600 支枪、投雷器和炸弹。涅宁鼓励参与者要勇敢，一旦起义开始，就要依靠苏联军队的支持。尼古拉·希什曼是一位训练有素的特工。他会说俄语、罗马尼亚语和保加利亚语，并拥有其他技能。他使用多种策略，包括提供金钱，试图赢得当地知识分子和名人支持苏联事业，其中包括来自卡胡尔的参议员雅各布·贝劳申科(Iacob Belaushenco)。

## 计划开始

### 起义爆发

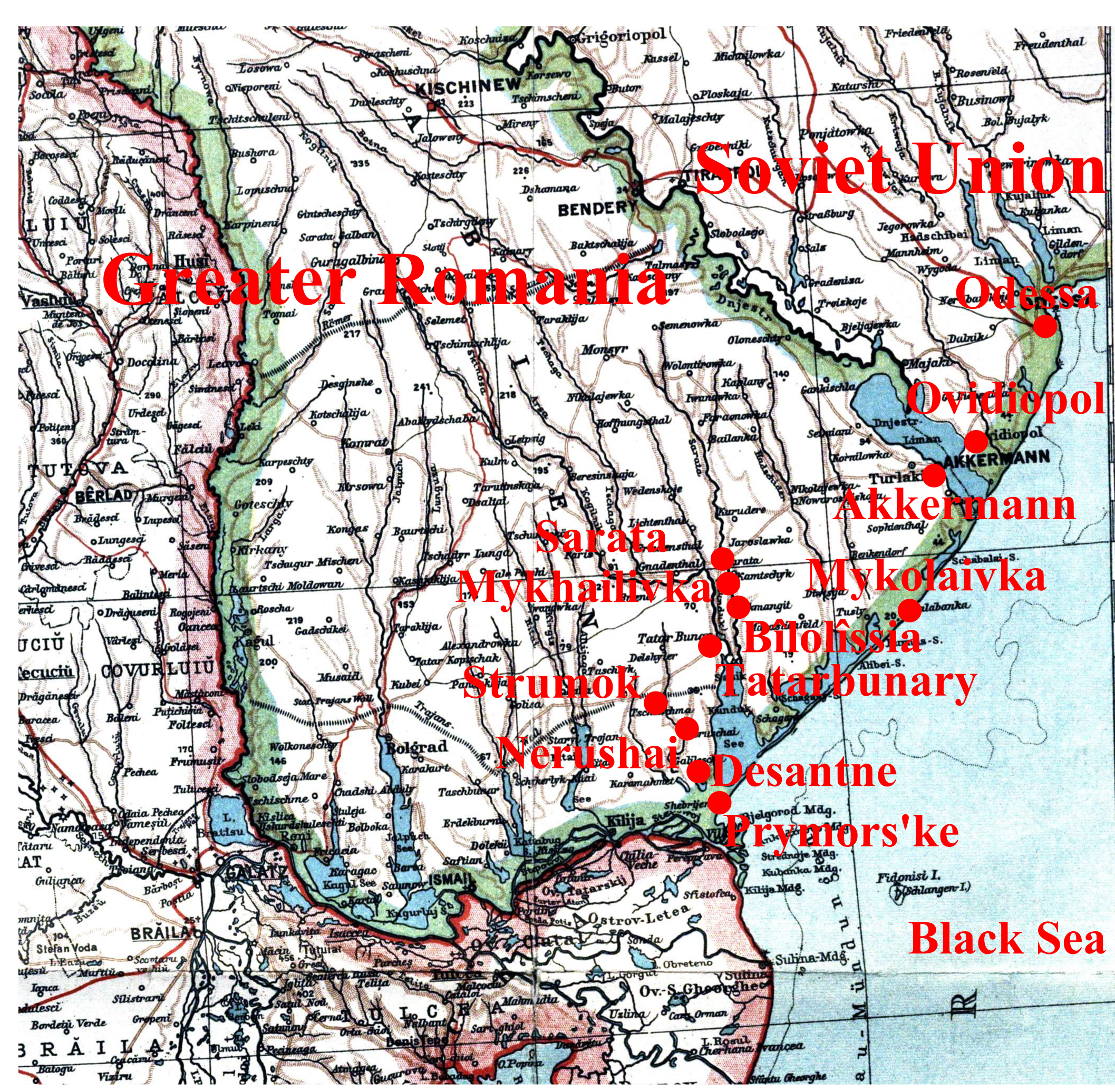
比萨拉比亚南部，红区为起义地点

第一场起义发生在9月11日中午，当时由30人组成的武装团体乘船袭击了位于黑海岸边以及靠近苏联和罗马尼亚边境的尼古拉耶夫察（罗马尼亚语：Nicolăeni，现为尼古拉耶夫卡）村庄。这次袭击是在科拉罗夫的提议下发起的，由伊万·贝贾诺维奇领导。最初的目标似乎是图兹利或普里莫斯克，但当时尼古拉耶夫察中没有宪兵，因此成为袭击的目标。起义者切断了电话和电报线路，杀死了市长和两名宪兵（最后一名被手榴弹炸死），放火烧毁了包括市政厅在内的几栋建筑，并散布了鼓励民众叛乱的标语。宪兵队的迅速干预阻止了进一步的动乱。
此次事件发生后，多名领导人被捕，涅宁似乎决定加速行动。9月15日晚，他在塔塔布纳里奇里拉·纳扎连科 (Chirilă Nazarenko) 的家中召开了一次会议。参与者包括尤斯汀·巴蒂斯切夫、内奇塔·利索沃伊、科洛夫、莱昂特·图尔坎和阿列克谢·帕夫伦科。他们都同意当晚开始的计划，其中一些人从斯特鲁莫克带来了武器和弹药。
9月15日夜间，起义在鞑靼布纳雷再次爆发。起义者占领市政厅并宣布成为摩尔达维亚苏维埃共和国，并将成为乌克兰苏维埃社会主义共和国的一部分。市镇秘书、当地宪兵队长、两名罗马尼亚陆军士兵以及其他罗马尼亚国家雇员在袭击中丧生。涅宁命令尤斯汀·巴蒂什切夫在城镇所有出口派出警卫，并在公共建筑上悬挂红旗。人民聚集在市政厅，涅宁宣布比萨拉比亚成为共和国以及红军已经越过德涅斯特河驱逐罗马尼亚军队。他以“摩尔达维亚苏维埃共和国万岁”的口号结束了这次演讲。与此同时，位于德涅斯特河左岸奥维迪奥波尔的苏联炮兵分队正在进行演习。
当晚，根据涅宁的命令，组织了两个主要团体，控制了鞑靼布纳雷-斯特鲁莫克（罗马尼亚语：Cişmele）和比洛利西亚（罗马尼亚语：Achmanghit）附近的村庄。之后他们前往涅鲁沙伊（罗马尼亚语：Neruşai）、米哈伊利夫卡（罗马尼亚语：Mihăileni）和杰桑特涅（罗马尼亚语：Galileşti）。起义者组建了苏维埃式的机构——革命委员会、民兵部队和赤卫队。起义者总数为4000-6000人，主要是乌克兰人和俄罗斯人。这次起义与当地的罗马尼亚人、保加利亚人和日耳曼人人群没有什么关系。比洛利西亚的宪兵指挥官逃到了萨拉塔（罗马尼亚语：Sărata），在那里他召集了40名德国志愿者。16日上午，这支部队向伊万·贝贾诺维奇领导的起义者开火。战斗持续了几个小时，直到起义者得知罗马尼亚军队即将逼近并撤退到鞑靼布纳雷。

### 罗马尼亚的反应
为了镇压叛乱，罗马尼亚政府派出了罗马尼亚陆军第三军炮兵部队和一支海军陆战队。第一批部队于9月16日晚从阿克尔曼抵达，并在鞑靼布纳雷和比洛利西亚之间的桥梁与起义者交战，伊万·贝贾诺维奇受重伤。与此同时，涅宁前往斯特鲁莫克，在那里他将武器和弹药存放在起义领导人之一安德烈·斯坦滕科的家中。从西边过来的罗马尼亚军队已经与起义者在斯特鲁莫克交战。
9月17日凌晨，涅宁撤退至鞑靼布纳雷。村庄周围的战斗持续了一整天，直到他们向南撤退到涅鲁沙伊，在那里他们将得到拥有大量隐藏武器的莱昂特·图尔坎的支持。
9月18日凌晨，罗马尼亚军队炮击了起义的中心鞑靼布纳雷村。由于无法坚守阵地，涅宁下令撤退至杰桑特涅。然后他试图前往黑海海滩线，靠近普里莫斯克（罗马尼亚语：Jibrieni）的一个名为沃尔乔克的地方，但起义者被由20名士兵组成的边境巡逻队拦截。小规模的冲突一直持续到起义者耗尽弹药后被抓获并解除武装。一支规模更大的军队抓住了剩余的起义者，并俘虏了120名起义者。
与此同时，起义领导人涅宁和巴蒂什切夫乘车逃离，后来他们将车遗弃在杰桑特涅之外。他们躲在玉米地里，但巴蒂什切夫在涅宁熟睡时离开了他，带走了336,500列伊，之后军队成功逮捕了他。涅宁醒来并发现没有钱后，独自跑向黑海沼泽地，却被一名宪兵打伤致死。
聚集在基利亚附近的马赫穆迪亚乡进行军事演习的罗马尼亚多瑙河船队也参与镇压起义。由于南比萨拉比亚处于危险之中，陆军请求支援，海军少将加夫里莱斯库·阿纳斯塔西将整个多瑙河舰队转移到维尔科韦（罗马尼亚语：Vâlcov），在佩里普拉瓦 附近捕获了许多起义者，其中包括大量武器、弹药、机枪、爆炸材料、手榴弹、炸弹和铁路地雷。

## 事后
经过三天的战斗，起义被罗马尼亚陆军第三军镇压，1,600人被捕，3,000人死亡，其中包括一些起义的领导者– 安德烈·克柳什尼科夫、伊万·贝贾诺维奇和伊万·多布罗沃尔斯基。尤斯汀·巴蒂什切夫幸存下来，但被罗马尼亚当局捕获。尼古拉·希什曼成功躲起来，并在1925年3月1日越过德涅斯特河逃入苏联。起义发生一个月后，在10月11 日，阿克尔曼的宪兵哨所报告称，图兹利村附近有45名武装人员乘摩托艇抵达，试图解救起义参与者。6天后，在鞑靼布纳雷附近又发生了另一起类似事件。

### "500人审判"
审判于1925年8月24日至12月2日在第三军团军事法庭进行。最初被捕的1600人中大部分已获释，但其中489人将受到起诉，其中只有9人是罗马尼亚人。它被媒体戏称为“500人审判”。8名罗马尼亚律师，其中包括雅各布·皮斯蒂纳和康斯坦丁·科斯塔-福鲁负责辩护，他们撰写了有关被捕的文章并批评了罗马尼亚当局。由于被告不会说罗马尼亚语，聆讯是在翻译的帮助下进行的，因此审判持续了很长时间。审判中提交的政府档案约有7万页，判决书有180条。所有这些加上被起诉的人数异常多，使得审判持续了103天。
在审判期间，被告之一帕芬蒂·沃罗诺夫斯基 (Parfentie Voronovski) 表示，涅宁从莫斯科来组织革命委员会，而他在涅宁的命令下，将鞑靼布纳雷的电话和电报线路切断。莱昂特·图尔坎在审判中告知，涅宁以来自苏联的学生的身份来组织委员会。涅宁经常询问革命委员会的情况，并给他带来了两本书——《共产主义ABC》和《红军》。 图尔坎还表示，涅宁在前往敖德萨，然后前往莫斯科后，他在抵达比萨拉比亚时通知委员会，红军承诺在革命开始时进行干预。起义的另一位参与者迪米特里·塞夫科内 (Dimitrie Sevcone) 谈到了涅宁和科洛夫举行的会议，他们在会上谈到了委员会与格里戈里·科托夫斯基的军队之间的联系，后者承诺会协助起义者。
1925年12月3日，第三军团战争委员会在受审的287人中判处85人有罪（其中没有罗马尼亚人）。尤斯汀·巴蒂什切夫被判处终身强制劳动（最终减为16年）， 尼奇塔·利索沃伊和莱昂特·图尔坎被判处十五年强制劳动, 另外三人被判处10年监禁，20人判处监禁。其余被告则是1-3年监禁。此外，85名被告每人还需缴纳1,000列伊的法律费用。

### 影响

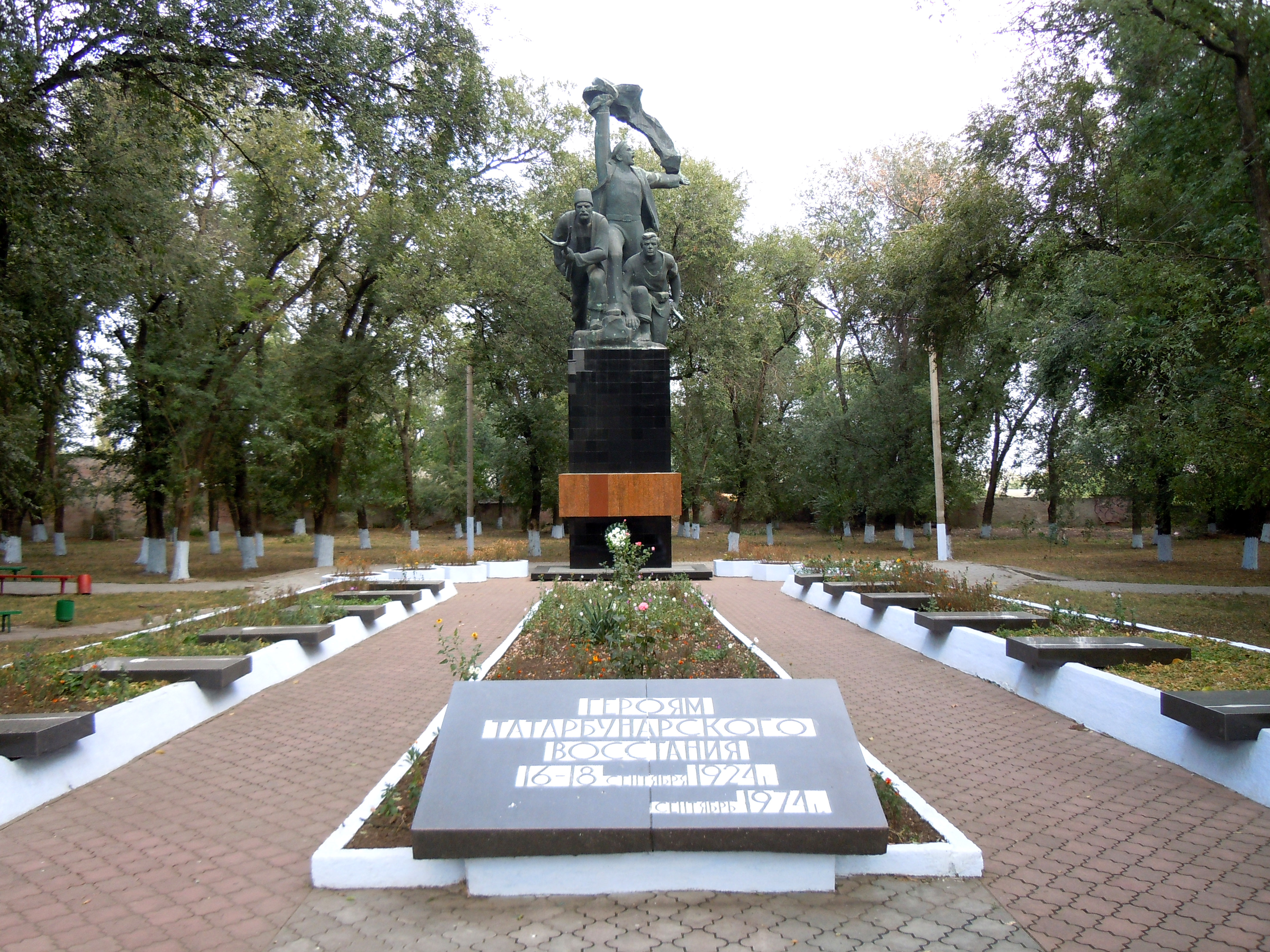
鞑靼布纳雷起义纪念碑

许多起义跨过德涅斯特河避难到当时新成立的摩尔达维亚苏维埃社会主义自治共和国的一部分的汝拉 (Camenca raion)村，并受到了很好的待遇。但他们中的大多数人在1937-1938年的大清洗期间遭受了巨大的苦难。
起义的另一个影响是第三部《马尔泽斯库法》“事实上”禁止了罗马尼亚共产党，此前的第二部则“在法律上”禁止了它。该法律于12月17日获得议会批准，两天后生效，导致几乎所有共产党成员被捕，其中大多数是非罗马尼亚人。